# Preguntes freqüents
|  | Aquest article tracta sobre el programa emès a TV3. Si cerqueu la secció als llocs web on respon dubtes usuals dels usuaris, vegeu «preguntes més freqüents». |

Preguntes freqüents (FAQS) fou un programa de televisió català que uní debat polític i entreteniment, produït per Televisió de Catalunya i amb la col·laboració de la productora El Terrat (integrada a Mediapro). Fou emès pel canal TV3 entre el 9 de setembre del 2017 i el 16 de juliol del 2022, amb un creixent reguitzell de polèmiques de diversa índole i unes xifres d'audiència molt elevades a l'inici que davallaren progressivament durant el seus darrers anys d'existència.

## Format i trajectòria
El programa, presentat des del seu inici per Ricard Ustrell i Garrido, pretenia cercar respostes als dubtes plantejats per l'actualitat, amb una dosi d'entreteniment però també aportant espai per a la reflexió. Des de la seva primera emissió el 9 de setembre del 2017 i durant els primers nou programes mantingué una mitjana d'uns 407.000 espectadors i un 17% de quota d'audiència. El format del programa inclogué un «cara a cara» entre dos convidats, seguit d'una tertúlia i amb una entrevista final que volia oferir un grau elevat de distensió a cavall entre el debat polític i l'oci de l'espectador.
El gener de 2018 Ricard Ustrell abandonà el programa i, malgrat que s'anuncià que el seu substitut seria Maiol Roger Homs, finalment es confirmà Laura Rosel i Solà com a nova conductora de l'espai televisiu. Un any després, el gener de 2019, Laura Rosel fou substituïda com a presentadora per Cristina Puig i Vilardell perquè la direcció del programa cercava més entreteniment i menys definició de l'actualitat política, malgrat que el programa havia seguit recollint xifres d'audiència excel·lents amb prop d'un 19% de quota de pantalla. Pel que fa a la direcció del programa, Tian Riba en fou el responsable durant les tres primeres temporades fins que el setembre del 2020, durant la quarta, fou substituït per Pere Mas.
A partir de finals del 2019 i fins al tancament de la temporada 2020-2021, el programa encadenà una pèrdua de fidelitat i diverses crítiques que feu decréixer la quota de pantalla fins als 180.000 espectadors i menys del 14% de quota de pantalla. Aquesta situació continuà empitjorant el primer semestre del 2022, fins que les audiències en alguns programes varen caure per sota del 10% i amb noves polèmiques de diversa índole, fet pel qual la direcció de TV3 decidí finalment discontinuar-lo amb el seu darrer programa emès el dissabte 16 de juliol del 2022. Davant d'aquesta decisió, Cristina Puig replicà en diverses entrevistes que el programa s'havia tancat perquè el seu tarannà havia resultat «incomòde» als partits polítics i a una limitada fracció de l'audiència que l'havia criticat a través de la xarxa social Twitter.

## Crítiques i polèmiques
Preguntes Freqüents fou la causa de diverses polèmiques comunicatives, socials, de baix nivell polític i també lingüístiques durant els seus darrers anys d'emissió. Pel que fa a l'àmbit polític, fou molt criticat per haver convidat en diverses ocasions a líders de l'extrema dreta espanyola —fet que diverses fonts associaren a un altaveu televisiu que permeté la polarització del debat polític i que discursos d'odi i raonaments catalanòfobs de Vox aconseguissin major impacte social i un posterior rèdit parlamentari. El programa també rebé una queixa formal del comitè d'empresa de TV3 quan enmig d'una de les emissions, una comitiva de diputats de Junts per Catalunya va irrompre al plató per abraçar el president de la Generalitat de Catalunya Joaquim Torra i Pla. La relació entre aquest partit i el programa també estigué envoltada de molta polèmica durant l'última emissió de Preguntes Freqüents: s'hi entrevistà la presidenta del Parlament de Catalunya, Laura Borràs i Castanyer, amb preguntes molt tenses sobre la seva presumpta implicació en fraccionaments de contractes a la Institució de les Lletres Catalanes. Encabat, es revelà a la premsa (amb acusacions creuades entre el director del FAQS Pere Mas i el diputat de Junts per Catalunya Francesc de Dalmases i Thió) que una comitiva del partit liderada pel propi Dalmases i Thió hauria agafat pel canell, tancat en un despatx del plató, intimidat i esbroncat amb llançament d'objectes una periodista del programa per la tensió de les preguntes efectuades a Borràs i Castanyer. Això va comportar que TV3 hagués d'iniciar una investigació interna sobre els fets.
Altres queixes estigueren relacionades amb diversos convidats, com ara l'entrevista a l'excomissari espanyol José Manuel Villarejo sobre el seu rol i accions il·legals en l'Operació Catalunya o la presència de perfils sensacionalistes, negacionistes o de la premsa rosa com la presentadora espanyola Paz Padilla després del seu acomiadament al programa de varietats Sálvame. En l'àmbit econòmic, el cost per temporada del FAQs, que consistí en 42 programes de 200 minuts de durada amb un preu de contracte de 1,5 milions d' euros, fou també criticat per la seva externalització a l'empresa de producció El Terrat i per no haver-lo assumit des de la mateixa Corporació Catalana de Mitjans Audiovisuals enmig d'una situació de crisi financera de l'òrgan. Aquest aspecte es veié agreujat per l'opacitat de Mediapro en la retribució d'alguns tertulians com Pilar Rahola i Martínez, que es titllà en alguns mitjans de desproporcionada per a l'economia de TV3 i implicà l'exigència en seu parlamentària de conèixer aquests imports.
El programa també fou acusat de contradir-se amb els valors fundacionals i comunicatius exigibles a un mitjà públic, especialment en la discriminació social i la promoció del català. El 2021 Preguntes Freqüents es veié forçat, després de fortes acusacions, a emetre una disculpa formal al cantant català Kelly Isaiah Ogbebor i un comunicat de premsa per haver sobreimprès durant la seva actuació la frase «entre Simba i Lo Cartanyà» —una referència ridiculitzadora al seu color de pell negre i la seva residència a Lleida.
En l'aspecte lingüístic, al llarg del seu període d'emissió fou durament criticat des de diversos sectors per no vetllar prou per l'ús prioritari de la llengua catalana com hauria de fer-ho segons l'ètica fundacional de TV3. El FAQS fou recriminat diversos cops per haver hostatjat una quota d'entrevistes i de tertúlies massa significativa en castellà, per haver convidat molts ponents sense coneixement de la llengua, pel rebuig d'alguns entrevistats (també catalanoparlants) a expressar-se en català o a fer ús de l'orellera (per a la interpretació simultània) i també per haver forçat el canvi d'idioma al castellà de diversos participants perquè s'adaptessin a aquestes situacions. Mentre que alguns dels responsables del programa es desmarcaren de les queixes com un «deliri», per criteris de qualitat periodística o apel·lant a una indignació exagerada del públic via Twitter, aquesta situació fou un dels detonants de la campanya «Aturem la castellanització de TV3» endegada per la Plataforma per la Llengua i que aconseguí prop de 35.000 signatures per provar de normalitzar el català com a llengua de ple ús a la televisió pública de Catalunya com ho havia estat en el seu inici.